# Salah al-Din al-Bitar
Salah al-Din al-Bitar (arabiska: صلاح الدين البيطار, Ṣalāḥ ad-Dīn al-Bīṭār), född 1 januari 1912 i Damaskus, död 21 juli 1980 i Paris, Frankrike, var en syrisk politiker. Han var en av grundarna av det panarabiska Baathpartiet, och var Syriens premiärminister i flera omgångar under 1960-talet.

## Biografi
Bitar föddes i en sunnimuslimsk familj i Damaskus. Han studerade statsvetenskap vid Sorbonne i Paris, där han lärde känna Michel Aflaq. Efter att ha avslutat sina studier återvände han till Syrien och arbetade som lärare. Tillsammans med Aflaq började han utforma en panarabisk, nationalistisk och socialistisk politisk filosofi, vilket ledde till det syriska Baathpartiets grundande 1947, efter att det franska mandatet för Syrien och Libanon upphört; Aflaq kom att fungera som partiets främsta ideolog, samtidigt som Bitar blev dess politiska ledare. 
År 1954 valdes Bitar som ledamot av det syriska parlamentet, och 1956 blev han utrikesminister. Hans panarabiska utrikespolitik bidrog 1958 till bildandet av Förenade arabrepubliken, där Syrien och Egypten ingick. Missnöje med den egyptiska dominansen inom unionen ledde dock till att han lämnade sina politiska uppdrag 1959. Efter att Syrien dragit sig ur unionen 1961 blev Bitar landets premiärminister i olika omgångar 1963, 1964 och 1966.
I februari 1966 genomfördes en statskupp av en yngre och mer radikal fraktion inom Baathpartiet, där bland annat den senare presidenten Hafez al-Assad ingick. Bitar fängslades efter kuppen, men lyckades efter ett par månader fly över gränsen till Libanon. Då det libanesiska inbördeskriget bröt ut 1975 flydde Bitar till Frankrike och bosatte sig i Paris, där han verkade som journalist och publicist. Han betraktades som fientlig till Hafez al-Assads regim i Syrien och mördades i Paris 1980, troligen av den syriska underrättelsetjänsten.